# FRESH CREAM
FRESH CREAM（フレッシュ・クリーム）は、1998年に結成した日本のロックバンド。

## 経歴
1998年
元MOON CHILDのドラマー・樫山圭と、元REDIEAN;MODEのギタリストYUHTOが中心となり結成。
1998年12月
ボーカルにSHINGO、ベーシストにMITSUOを加え、初ライブを行う。
1999年初頭
ボーカル・SHINGOが脱退。
1999年3月
新ボーカルに、元UP-TWOの嘉郎が加入。
1999年夏頃
ベーシスト・MITSUOが脱退。
1999年9月
新ベーシストに、TAKEが加入。
1999年9月21日
ミニアルバム『KING-GONG』を、PS COMPANYよりリリース。
2000年初頭
ボーカル・嘉郎が、俳優への転向の為脱退。
2000年6月
新ボーカルに、KATSUが加入。
2001年夏頃
デモテープ『FRESH CREAM』を発表。
2001年10月
ギタリスト・YUHTOが、音楽性の相違の為脱退。
2001年12月
年末に行われたライブで、翌2002年よりバンド名を『Salty-Sugar』に改名し再出発することを表明。
※以降の経歴はSalty-Sugarを参照のこと。

## リリース音源

### ミニアルバム『KING-GONG』
1. 少年
2. Inno-cent
3. Apple & Jack
4. tomorrow
5. INNER SPACE

※メンバークレジットは以下の通り。
- Vo. 嘉郎
- Gt. YUHTO
- Dr. KASHY
- Ba. MITSUO

### デモテープ『FRESH CREAM』
1. Fly-high
2. Speed

※メンバークレジットは以下の通り。
- Vo. KATSU
- Gt. YUHTO
- Ba. TAKE
- Dr. KASHY